# Созвездие стрелков
«Созвездие стрелков» (латыш. Strēlnieku zvaigznājs) — документальный фильм режиссёра Юриса Подниекса, снятый по совместному с Арнолдом Плаудисом сценарию на Рижской киностудии в 1982 году.

## Сюжет
Фильм основан на съёмках бесед Юриса Подниекса, которые он вёл с бывшими бойцами Латышской стрелковой дивизии в конце 1970-х годов. Участники исторических событий вспоминают пройденные ими дороги Первой мировой и Гражданской войн.

## Съёмочная группа
- Автор сценария: Арнолдс Плаудис, Юрис Подниекс
- Режиссёр-постановщик: Юрис Подниекс
- Оператор-постановщик: Андрис Слапиньш
- Композитор: Раймонд Паулс
- Текст: Янис Петерс
- Звукооператор: Айварс Риекстиньш
- Редактор: Майя Селецка
- Продюсер: Гунарс Сопс

## Технические данные
- моно
- чёрно-белый, 35 мм.
- 52 мин.

## Награды
- 1983 — Главный приз на 17-м Всесоюзном фестивале в Ленинграде
- 1983 — Премия Ленинского комсомола Латвийской ССР

## Интересные факты
«А вот Москва отнеслась к первой полнометражной работе Подниекса неодобрительно. Первую сдачу в Госкино СССР „Созвездие стрелков“ не прошло. Чиновники требовали убрать и переделать целые эпизоды, особенно упоминание о 1937 годе, о репрессиях. Они возмущались убогой обстановкой, в которой сняты стрелки, черными гробами, в которых хоронят стариков — считалось, что ветеранов революции можно хоронить только в гробах, обитых красным кумачом.
Масла в огонь подлили и латвийские руководители — директор музея „красных“ латышских стрелков Штейн и министр культуры Латвии Каупуж, которые писали на него доносы в Москву. Надо отдать должное характеру Подниекса, он не уступал, сопротивлялся как мог, доказывал, спорил. Перепалка зашла в тупик, фильм могли положить на полку. В конце концов, Подниекс согласился заменить один эпизод. В результате в русской версии фильма, которую сдавали в Москве, кадр с гробом в начале фильма убрали. В латышской версии, которую принимало Госкино Латвии, он остался.»— Татьяна Фаст «Юрис Подниекс. Легко ли быть идолом?» (Глава 7. «Обманутые и обманувшие»)